# Sikkeloorhoningeter
De sikkeloorhoningeter (Ptilotula flavescens; synoniem: Lichenostomus flavescens) is een zangvogel uit de familie Meliphagidae (honingeters).

## Verspreiding en leefgebied
Deze soort komt voor in Australië en Nieuw-Guinea en telt twee ondersoorten:
- P. f. flavescens: noordelijk Australië en zuidoostelijk Nieuw-Guinea.
- P. f. melvillensis: Tiwi-eilanden (nabij noordelijk Australië).

## Status
De grootte van de populatie is niet gekwantificeerd maar de soort wordt omschreven als vrij algemeen. Op de Rode lijst van de IUCN heeft deze soort de status niet bedreigd.